# Castell de San Miguel (Garachico)
El castell de Sant Miquel és una torre defensiva que es localitza en la costa del municipi de Garachico, a l'illa de Tenerife (Canàries, Espanya).
Va ser construït entre 1575 i 1577 per ordre de Felip II per protegir Garachico de possibles atacs pirates, perquè per aquesta època la vila era la capital comercial i principal port de l'illa. En 1706 l'erupció del volcà de Arenas Negras va sepultar part de la població i la rada, l'entrada de la qual custodiava el castell, acabant amb la importància de la ciutat i fent inútil la fortalesa.
Per augmentar el nombre de peces disponibles, se sap que al peu del castell existia una plataforma, possiblement protegida amb fortificacions menors, per al tir d'artilleria. El perímetre de la població també es trobava emmurallat.
La fortalesa de San Miguel és de propietat municipal i actualment constitueix un Centre d'Informació Patrimonial dependent de la Xarxa de Museus del Cabildo de Tenerife.
Es troba protegit com Bé d'Interès Cultural (BIC) amb la categoria de monument des de 1985, sent delimitat el seu entorn de protecció en 1999.